# Piduguralla
Piduguralla est une ville du district de Palnadu dans l'État d'Andhra Pradesh en Inde. 
Selon le recensement de l'Inde de 2011, la localité compte une population de 63 103 habitants.